# Vílanecké rašeliniště
Vílanecké rašeliniště je přírodní rezervace poblíž obce Vílanec v okrese Jihlava v nadmořské výšce 564–575 metrů. Oblast spravuje Krajský úřad Kraje Vysočina. V roce 2014 začala realizace opatření pro podporu biodiverzity v přírodní rezervaci, cílem je odstranění zalesněných ploch, obnova rašelinišť, podmáčených luk a dalších původních ploch a oprava Nového rybníka. Celkem budou provedeny práce v hodnotě 2,7 milionu Kč.
Důvodem ochrany je zachování přirozeného fytocenologického typu, zcela ojedinělého charakteru rašeliniště.